# SpaceX CRS-24
SpaceX CRS-24 – kolejna bezzałogowa misja zaopatrzeniowa statku Dragon 2 firmy SpaceX do Międzynarodowej Stacji Kosmicznej.